# موشومی چاترجی
موشومی چاترجی (بنگالی: মৌসুমি চ্যাটার্জী؛ زادهٔ ۲۶ آوریل ۱۹۴۸) یک هنرپیشه اهل هند است.
وی بازیگر فیلم‌هایی همچون پیکو بوده است.

## فیلم‌شناسی
فهرست برخی از فیلم‌هایی که موشومی چاترجی در آنها به ایفای نقش پرداخته است:
- پیکو
- هدف
- قیمت
- گایال، منزل
- بیا برگردیم
- بدهکار به زندگی
- غذا، لباس و سرپناه
- بی‌نام
- خدای عشق
- همسر ژاپنی
- پیروزی
- عاطفه
- نگهبان وطن
- قاضی چودهری
- قریب
- نمایشنامه سرنوشت
- حکومت ظلم
- انتظار
- سکه
- ما که هستیم؟
- آشکارا
- شهزاده
- دام
- خشم
- همه جا را آتش بزنید
- انسان زهردار
- خانه خانوادگی
- آس بر آس
- زندگی راک
- لذت آشرام
- برای ازدواج آماده شوید
- گاتام گوویندا
- آخرین غلام
- آتش
- ساده‌لوح
- به چامبال قسم بخور
- عشق تو را دیدم